# Leadville
Leadville – miasto w Stanach Zjednoczonych, w stanie Kolorado, siedziba administracyjna hrabstwa Lake. Najwyżej położone miasto w Stanach Zjednoczonych.